# 新化朝天宮
23°02′23″N 120°18′26″E / 23.039756°N 120.307277°E

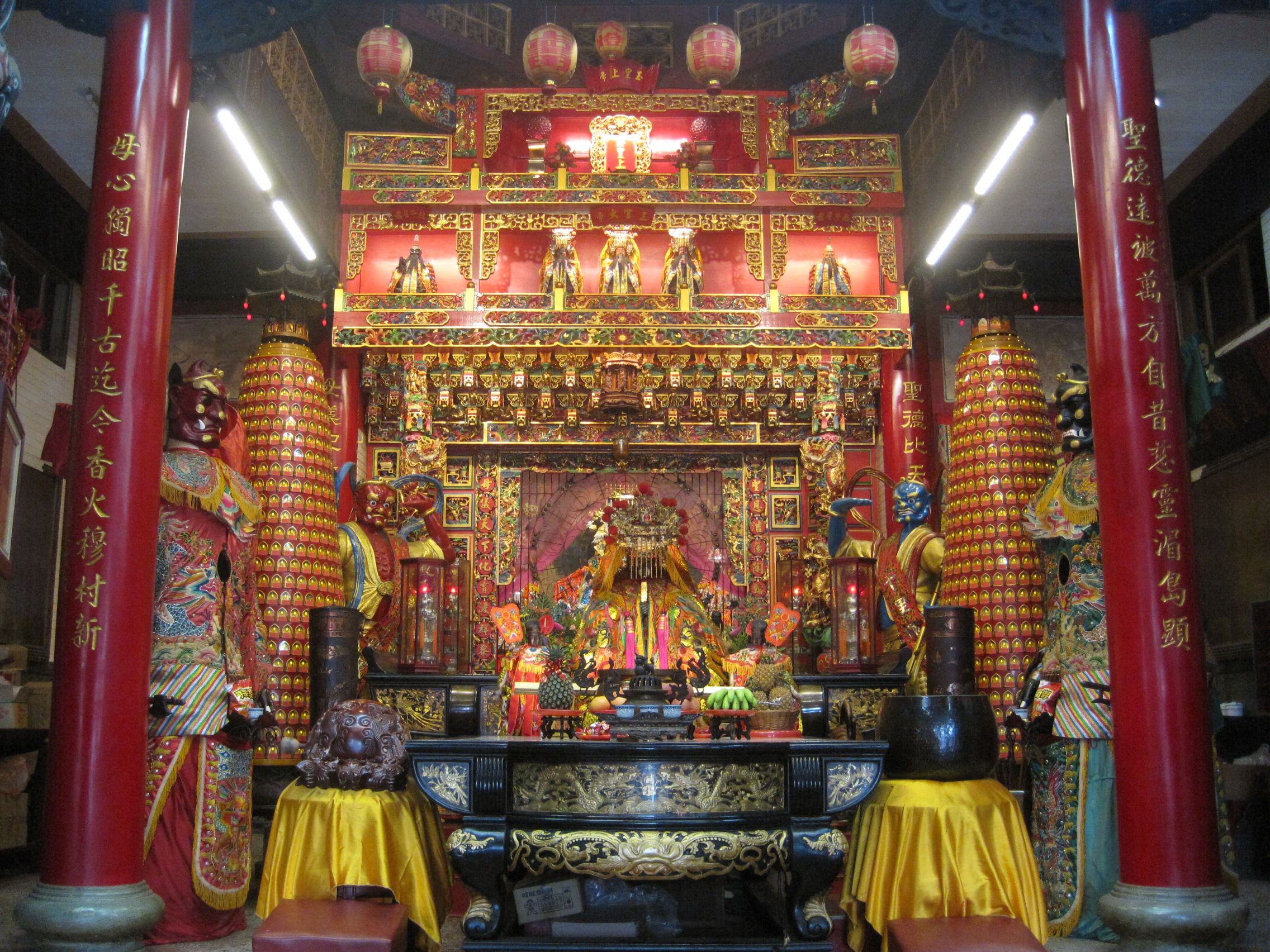
新化朝天宮正殿

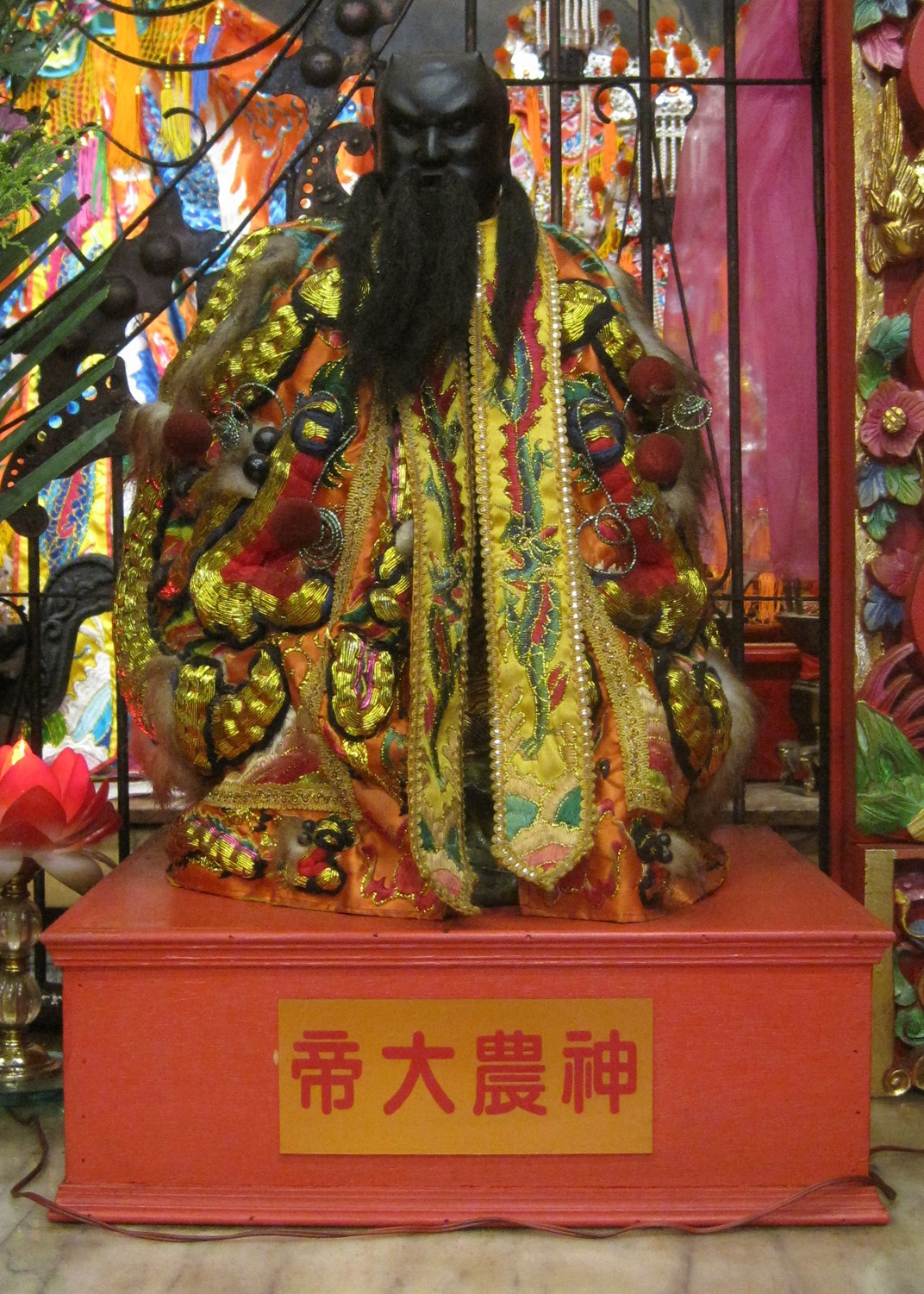
神農大帝神像。

新化朝天宮位於臺灣臺南市新化區，主祀天上聖母，為當地公廟。該廟原稱「大穆降媽祖廟」，與宗教活動大目降十八嬈有著密切關係。

## 沿革

### 建廟年代
關於朝天宮的由來，有一些是鄭成功來臺後，有漢人進入大目降定居下來，之後於明永曆廿年（1666年）建媽祖廟。而《臺南州祠廟名鑑》則記載朝天宮是在清嘉慶十二年（1807年）才創建，此外另有建於清道光七年（1827年）的說法。目前在各種說法中，以清嘉慶十二年（1807年）有較多學者支持。

### 發展
朝天宮最初是建在「下港」，同治元年（1862年）發生大地震後，當地居民在同治六年（1867年）於大目降街中心（三角湧仔）重建朝天宮，並在同治十一年（1872年）落成。
到了日治時期，由於大正十二年（1923年）的街道改正措施，朝天宮被以阻礙交通的理由遭到拆毀。後來因為新化太子宮的信徒捐獻廟地，朝天宮才於現址重建（1926年─1927年）。
二次大戰後，因為民國卅五年（1946年）的地震，導致朝天宮前殿倒塌，只剩下後殿。到了民國六十一年（1972年）才在境民倡議下修建，於兩年後（1974年）完工，並舉行甲寅科落成祈安清醮。

## 傳說
傳說過去新化有著「八卦蜘蛛穴」，其中心在中山路與中正路交會處，裡頭有蜘蛛精會出來作亂。而在同治元年（1862年）的大地震過後，當地廟宇屋舍損害慘重，相傳蜘蛛精作亂而使當地婦女在元宵節後行為怪異，放蕩浪漫。後來在媽祖指示之下，居民乃在「三角湧仔」一帶重建朝天宮，並且集結八保角頭廟宇一同遶境。此一繞境活動，後來便發展成當地著名的「大目降十八嬈」。
此外朝天宮媽祖也有在二次大戰中接美軍炸彈的傳說，據說由於新化的知母義地區有一座小型機場，所以使得新化地區也成為轟炸目標之一。而在某次轟炸中，天上忽然出現媽祖的形影，用肚兜接住了炸彈，將之丟到現在的山腳里山區。
又朝天宮內同祀的神農大帝有「食肉土地公、曝日五穀王」的俗稱。據說在民國四十三年（1954年）因為旱災影響到一期水稻的種植，當地居民乃在廟埕搭祈雨壇，請五穀王來祈雨。當時的鎮長、民代與地方耆老等人皆穿上麻衣跪地祈求，經過三天兩夜之後終於下起雨來。不過五谷王的金身則因曝曬在烈日下而受損，日後每逢農曆四月廿六日聖誕，當地農民會虔誠地備置牲禮、水果報恩。

## 文物
朝天宮內有同治十二年（1873年）的「大穆降移建朝天宮碑記」、昭和二年（1927年）「重修朝天宮碑記」。此外有「水德揚靈」（1813年）、「「降爾遐福」、「恩覃海宇」（1867年）三面古匾。
其中在昭和二年（1927年）「重修朝天宮碑記」上，於捐款者姓名中罕見出現日人姓名。捐款者金子昌太郎是大目降糖業試驗所所長，據說在西來庵事件中經當地名人梁道與區長鍾天德請託下，向日軍說明該事件與新化當地人無關，讓日軍逮捕槍殺16歲以上壯丁的範圍從許縣溪以東改為菜寮溪以東。